# Sainte-Adresse
Sainte-Adresse – miejscowość i gmina we Francji, w regionie Normandia, w departamencie Sekwana Nadmorska.
Według danych na rok 1990 gminę zamieszkiwało 8047 osób, a gęstość zaludnienia wynosiła 3561 osób/km² (wśród 1421 gmin Górnej Normandii Sainte-Adresse plasuje się na 40. miejscu pod względem liczby ludności, natomiast pod względem powierzchni na miejscu 876.).

## Współpraca
Miejscowość partnerska:
- De Panne, Belgia